# Astronautgrupp 3

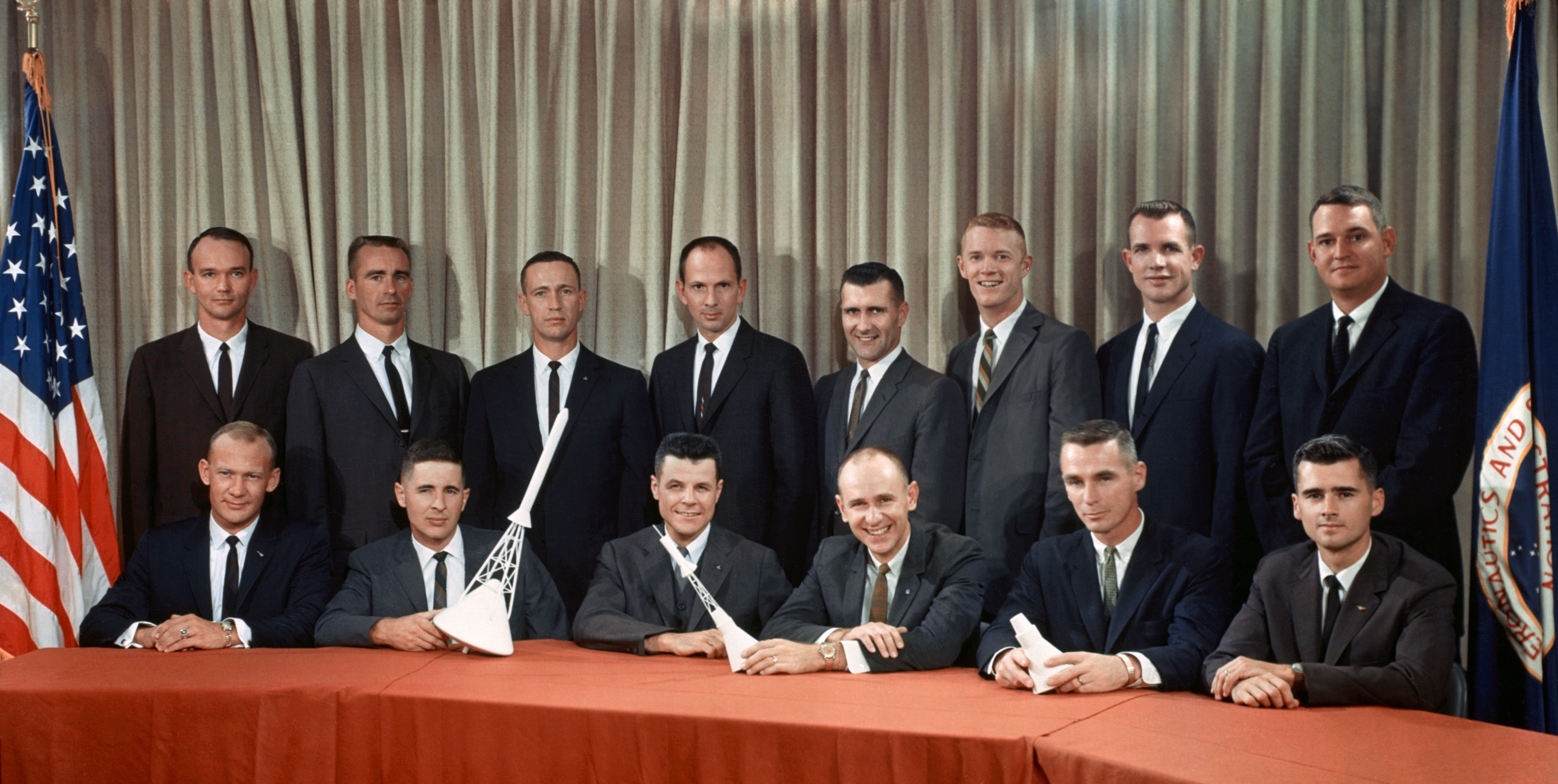
Astronautgrupp 3, foto 1963. Sittande från vänster: Edwin Aldrin, William Anders, Charles A. Bassett, Alan L. Bean, Eugene A. Cernan och Roger B. Chaffee. Stående från vänster: Michael Collins, Walter Cunningham, Donn F. Eisele, Theodore C. Freeman, Richard F. Gordon, Russell L. Schweickart, David R. Scott och Clifton C. Williams.

Astronautgrupp 3 var en astronautgrupp som togs ut till utbildning den 17 oktober 1963. Gruppen valdes ut för att genomföra de första rymdflygningarna inom Apolloprogrammet som då var planerat att börja 1965. När sedan det bemannade rymdprogrammet inom NASA inte fortskred i den takt som det var tänkt fick denna grupp även träna inför Geminiprogrammet som var en förövning med olika komponenter till Apolloprogrammet. Av den här gruppens astronauter flög 10 på rymduppdrag medan 4 dog varav 3 i flygolyckor med T-38 Talon inom ramen för rymdprogrammet. En av astronautkandidaterna dog i en förövning till en planerad start.
Gruppen har kallats både Apollogruppen och The fourteen.

## Rymdfararna
| Namn                   | Flygning                       | Notering                  |
| ---------------------- | ------------------------------ | ------------------------- |
| Buzz Aldrin            | Gemini 12 och Apollo 11        |                           |
| William Anders         | Apollo 8                       |                           |
| Charles A. Bassett     |                                | Dog i flygolycka.         |
| Alan L. Bean           | Apollo 12, Skylab 3            |                           |
| Eugene A. Cernan       | Gemini 9, Apollo 10, Apollo 17 |                           |
| Roger B. Chaffee       |                                | Omkom i Apollo 1 branden. |
| Michael Collins        | Gemini 10 och Apollo 11        |                           |
| Walter Cunningham      | Apollo 7                       |                           |
| Donn F. Eisele         | Apollo 7                       |                           |
| Theodore C. Freeman    |                                | Dog i flygolycka.         |
| Richard F. Gordon      | Gemini 11, Apollo 12           |                           |
| Russell L. Schweickart | Apollo 9                       |                           |
| David R. Scott         | Gemini 8, Apollo 9, Apollo 15  |                           |
| Clifton C. Williams    |                                | Dog i flygolycka.         |